# Нойштифт-ан-дер-Лафниц
Нойштифт-ан-дер-Лафниц (нем. Neustift an der Lafnitz) — коммуна (нем. Gemeinde) в Австрии, в федеральной земле Бургенланд. 
Входит в состав округа Оберварт.  Население составляет 679 человек (на 31 декабря 2005 года). Занимает площадь 3,5 км². Официальный код  —  10929.

## Политическая ситуация
Бургомистр коммуны — Йохан Кремнитцер (СДПА) по результатам выборов 2002 года.
Совет представителей коммуны (нем. Gemeinderat) состоит из 13 мест.
- СДПА занимает 9 мест.
- АНП занимает 4 места.